# Stora Kroksjön (Bälinge socken, Västergötland)
Stora Kroksjön är en sjö i Alingsås kommun i Västergötland och ingår i Göta älvs huvudavrinningsområde. Sjön har en area på 0,4 kvadratkilometer och ligger 104,2 meter över havet.

## Delavrinningsområde
Stora Kroksjön ingår i det delavrinningsområde (642725-130638) som SMHI kallar för Mynnar i Säveån. Medelhöjden är 103 meter över havet och ytan är 14,34 kvadratkilometer. Räknas de 3 avrinningsområdena uppströms in blir den ackumulerade arean 88,77 kvadratkilometer. Forsån som avvattnar avrinningsområdet har biflödesordning 3, vilket innebär att vattnet flödar genom totalt 3 vattendrag innan det når havet efter 60 kilometer. Avrinningsområdet består mestadels av skog (60 %). Avrinningsområdet har 0,94 kvadratkilometer vattenytor vilket ger det en sjöprocent på 6,6 %. Bebyggelsen i området täcker en yta av 3,63 kvadratkilometer eller 25 % av avrinningsområdet.